# Aldo Giuffré
Aldo Giuffré, född 10 april 1924 i Neapel, Kampanien, död 26 juni 2010 i Rom, var en italiensk skådespelare.

## Rollista i urval
- 1948 – Assunta Spina
- 1951 – Guardie e ladri
- 1954 – Fest i Neapel
- 1955 – Skojare i Rom
- 1959 – Nasarna
- 1961 – Oss fiender emellan
- 1962 – Neapel - ockuperad stad
- 1963 – I går, i dag, i morgon
- 1966 – Den gode, den onde, den fule
- 1970 – Spöke på italienska
- 1972 – När kvinnan hade svans
- 1975 – Colpo in canna
- 1989 – Pojkarna från Neapel